# 하소
하소(煆燒, 영어: Calcination)는 광석 등의 고체를 가열하여 열분해나 상전이를 일으키거나 휘발 성분을 제거하는 열 처리 과정이다. 일반적으로 제품 물질의 녹는점 이하의 온도에서 진행한다.

## 공업 생산 과정
하소의 영어 낱말 calcination은 석회를 태운다는 뜻의 라틴어 낱말 calcinare에서 유래한다. 이는 석회석(탄산 칼슘)을 산화 칼슘(석회)와 이산화 탄소로 분해하여 시멘트의 원료를 만드는 과정에서 비롯되기 때문이다. 가열 대상에 관계 없이, 하소를 통해 생성된 것을 아울러 가소(calcine)라고 부른다.
공업 생산에 쓰이는 과정은 이를테면 다음과 같다.
- 탄산염 광물 분해
- 함수 광물 분해
- 가열에 의한 상전이
- 제올라이트 합성을 통한 암모늄 제거

## 화학 반응
하소 반응은 열분해 온도나 상전이 온도 이상에서 이루어진다. 이러한 온도는 일반적으로 특정 하소 반응에 대한 표준 기브스 자유 에너지가 0이 되는 온도로 정의된다. 이를테면 석회 하소의 경우 분해 과정, 곧 화학 반응은 다음과 같다.
CaCO3 → CaO + CO2(g)
이러한 반응의 표준 기브스 자유 에너지는 대략 ΔG°r = 177,100 − 158 T (J/mol)와 맞먹는다. 표준 반응 자유 에너지는 온도 T가 1121 K (848 °C)일 때 0이 된다.
하소 과정에서 일반적인 화학 분해 반응의 예와 각각의 열분해 온도는 다음을 포함한다:
CaCO3 → CaO + CO2; 848 °C

## 산화
금속의 하소는 금속의 산화로 이어지는 경우가 일부 있다. 진 레이(Jean Rey)는 납과 주석이 하소 이후의 무게 측정시 산화가 된 것으로 가정한다.

## 같이 보기
- 소결
- 연소